# Ambiancecross
L'Ambiancecross est une course de cyclo-cross créée en 2018 et disputée en Flandre-Orientale, en Belgique, tout d'abord à Wachtebeke jusqu'en 2019 puis à Termonde à la suite de l'impossibilité d'utiliser le domaine de Puyenbroeck. Elle devient une manche de la Coupe du monde de cyclo-cross en 2020. 

## Palmarès

### Hommes élites
| Année | Vainqueur            | Deuxième               | Troisième       |
| ----- | -------------------- | ---------------------- | --------------- |
| 2018  | Mathieu van der Poel | Michael Vanthourenhout | Wout van Aert   |
| 2019  | Mathieu van der Poel | Tim Merlier            | Quinten Hermans |
| 2020  | Wout van Aert        | Mathieu van der Poel   | Toon Aerts      |
| 2021  | Wout van Aert        | Mathieu van der Poel   | Toon Aerts      |
| 2022  | pas de course        | pas de course          | pas de course   |
| 2023  | Pim Ronhaar          | Lars van der Haar      | Laurens Sweeck  |
| 2025  | Wout van Aert        | Emiel Verstrynge       | Joran Wyseure   |

### Femmes élites
| Année | Vainqueur       | Deuxième            | Troisième         |
| ----- | --------------- | ------------------- | ----------------- |
| 2018  | Denise Betsema  | Alice Maria Arzuffi | Annemarie Worst   |
| 2019  | Yara Kastelijn  | Sanne Cant          | Laura Verdonschot |
| 2020  | Lucinda Brand   | Clara Honsinger     | Ceylin Alvarado   |
| 2021  | Lucinda Brand   | Clara Honsinger     | Denise Betsema    |
| 2022  | pas de course   | pas de course       | pas de course     |
| 2023  | Ceylin Alvarado | Lucinda Brand       | Zoe Bäckstedt     |
| 2025  | Lucinda Brand   | Puck Pieterse       | Fem van Empel     |